# لوران گانه
لوران گانه (فرانسوی: Laurent Gané‎؛ زادهٔ ۷ مارس ۱۹۷۳) دوچرخه‌سوار اهل فرانسه است.
وی در مسابقات کشوری و بین‌المللی در مجموع برندهٔ ۸ مدال طلا، ۵ مدال نقره، ۴ مدال برنز شده‌است.